# Wah Wah Watson
Wah Wah Watson (eigentlich Melvin Ragin) (* 8. Dezember 1950 in Richmond, Virginia; † 24. Oktober 2018 in Santa Monica, Kalifornien) war ein US-amerikanischer Jazz- und Funk-Gitarrist. Seinen Künstlernamen verdankte er dem Wah-Wah-Pedal beim Gitarrespielen. Wegen der Namensähnlichkeit wird er öfter mit dem Blues- und Funk-Gitarristen Johnny Guitar Watson verwechselt.

## Leben und Werk
Seine Karriere begann Watson 1967 als etwa Sechzehnjähriger mit der Motown-Studio-Band The Funk Brothers. In den Motown-Studios war er unter anderem an der Einführung des Wah-Wah-Pedals in den Motown-Sound beteiligt. Ebenso war er als Studiomusiker an vielen bedeutenden Soul-, Disco- und Funk-Sessions, -Stücken und -Alben beteiligt – unter anderem an Papa Was A Rolling Stone von den Temptations, Marvin Gayes Let’s Get It On, Rare Earths Album Ma sowie an Edwin Starrs Album Stop the War Now. Er spielte auch mit Quincy Jones Body Heat ein und war auf Off the Wall von Michael Jackson vertreten. Während der zweiten Hälfte der siebziger Jahre gehörte er zu Herbie Hancocks Fusionbands und ist auf den Alben Man-Child (1975), Secrets (1976), V.S.O.P (1977), Feets Don’t Fail Me Now (1979) und Mr. Hands (1980) zu hören.
Die Gesamtzahl der verkauften Alben, auf denen Wah Wah Watson mitspielte, wird auf über 100 Millionen verkaufte Exemplare geschätzt. Das Motown Historical Museum in Detroit verlieh ihm im Jahr 2003 den Titel The Man of Motown.
Er starb 67-jährig im Oktober 2018 im St. John’s Hospital in Santa Monica.

## Diskografie (Auswahl)
- Solo: Elementary (1976)
- Blondie: Live It Up
- Herbie Hancock: V.S.O.P
- Labelle: Chameleon
- Martha Reeves: Martha Reeves
- Marvin Gaye: Let’s Get It On
- Michael Jackson: Off The Wall
- Quincy Jones: Body Heat
- Rose Royce: Car Wash
- Stevie Wonder: Conversation Peace